# 佩林頓 (紐約州)
佩林頓（英語：Perinton）是一個位於美國紐約州門羅縣的鎮。

## 人口
根據2020年美國人口普查的數據，佩林頓的面積為89.50平方千米，當中陸地面積為88.60平方千米，而水域面積為0.90平方千米。當地共有人口47479人，而人口密度為每平方千米530人。